# شجرة الثريا

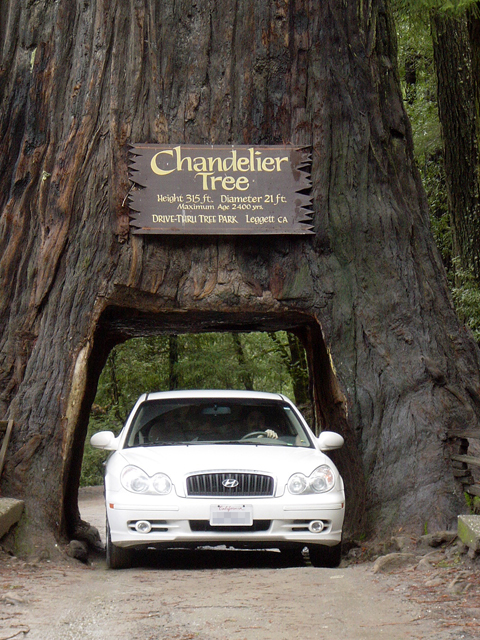
سيارة تعبر شجرة الثريا

شجرة الثريا (بالإنجليزية: Chandelier Tree)‏ هي أحد أنواع أشجار السيكويا العملاقة، تبلغ من الطول حوالي 315 قدما (96 مترا)، توجد في ساحل ليجيت بكاليفورنيا. في الثلاثينات من القرن العشرين، حُفِر تجويف في قاعدة الشجرة عرضه 6 أقدام (1.83 م) وارتفاعه 6 أقدام و9 بوصات (2.06 م) للسماح للسيارات بالعبور من خلاله هيا اندر انواع الشجيرات